# 三恵技研工業
三恵技研工業株式会社（さんけいぎけんこうぎょう）は、自動車部品を製造する業者である。本社所在地は東京都北区赤羽南。国内に6カ所の生産拠点を有する。主に本田技研工業の一次サプライヤーとして、エキゾーストパイプ、マフラー、サイレンサー、サッシュ、モールなどの自動車用排気製品を製造している。

## 沿革
- 1948年（昭和23年）1月 - 三恵鍍金工業株式会社として東京都北区に設立。
- 1960年（昭和35年）9月 - 三恵技研工業株式会社に社名変更。
- 1977年（昭和52年）5月 - 台湾・高雄に聚惠工業股份有限公司を設立。
- 1987年（昭和62年）9月 - 米国・オハイオ州にニューマンテクノロジー社を設立。
- 2003年（平成15年）8月 - インド・ハリアナ州に三恵技研インディア社を設立。
- 2005年（平成17年）
  - 3月 - 三恵技研ホールディングス株式会社を設立。
  - 7月 - 中国・広州市に広州敏恵汽車零部件有限公司を設立。
- 2011年（平成23年）3月 - インドネシア・西ジャワ州に三恵ダルマインドネシアを設立。
- 2013年（平成25年）7月 - タイ・バンコクに三恵サミット社設立。